# Primer videojoc
Hi ha nombrosos debats sobre qui va crear el primer videojoc, depenent la resposta en gran manera de la definició de videojoc. L'evolució dels videojocs presenta un embull entre diverses indústries, incloent la científica, la informàtica, la indústria arcade, i l'electrònica de consum.

## Definició i ús del terme
El prefix "video" en el terme "videojoc" es refereix tradicionalment a un dispositiu de visualització de mapa de bits. No obstant això, amb el popular ús de la frase ganxo "videojoc", el terme implica ara tots els tipus de pantalla, formats i plataformes.
Els historiadors han tractat d'eludir aquest problema usant el terme més inclusiu de "jocs digitals". No obstant això, aquest terme encara deixa fos els primers jocs analògics de computadora.

## Història
La història dels videojocs està interrelacionada amb esdeveniments i tecnologia anteriors que van preparar el camí per a l'arribada d'aquests. També ho està amb jocs que van ajudar a l'evolució dels jocs computarizados. Finalment s'inclou el desenvolupament i el llançament dels videojocs en si mateixos.

### Precedent:El Ajedrecista(1912-1915)
El Ajedrecista va ser un autòmat construït en 1912 per l'Espanyol Leonardo Torres Quevedo. El Ajedrecista va fer el seu debut durant la Fira de París de 1914, generant gran expectació en aquells temps i va haver-hi un extens primer esment a Scientific American com a "Torres and His Remarkable Automatic Device" ("Torres i El seu Extraordinari Dispositiu Automàtic") el 6 de novembre de 1915.

### 1947: Dispositiu d'Entreteniment de Tubs de Rajos Catòdics
El joc electrònic interactiu més antic conegut va ser creat per Thomas T. Goldsmith Jr. i Estle Ray Mann en un tub de rajos catòdics. La patent va ser presentada el 25 de gener de 1947 i publicada el 14 de desembre de 1948. El joc era un simulador de míssils inspirat pels radars usats en la Segona Guerra Mundial. Utilitzava circuits analògics, no digitals, per controlar el feix del tub i la posició d'un punt en la pantalla. Les superposicions de pantalla van ser utilitzades per als objectius, ja que els gràfics no estaven disponibles en aquest moment.

### 1951: NIM

Un dibuix de la computadora NIMROD.

El 5 de maig de 1951, la computadora NIMROD, creada per Ferranti, va ser presentada en el Festival Britànic. Utilitzant un panell de llums per a la seva pantalla, va ser dissenyada exclusivament per jugar el joc NIM; aquesta va ser la primera computadora dissenyada específicament per jugar un joc. NIMROD podria jugar la forma tradicional o la forma "invertida" del joc.

### 1952: OXO / Noughts and Crosses (Zeros i Creus o Marro)
El 1952, Alexander S. Douglas va crear el primer joc de computadora a usar una pantalla gràfica digital. OXO, també conegut com a Zeros i Creus, és una versió del marro per a la computadora EDSAC a la Universitat de Cambridge. Va ser dissenyat per a la primera computadora d'emmagatzemat de programes, i utilitza un marcador de telèfon giratori per al control del joc.

### 1958: Tennis for Two (Tennis per a Dos)
El 1958, William Higinbotham va crear un joc de computadora interactiu anomenat Tennis for Two per al dia de visita anual del Brookhaven National Laboratory. Aquesta exhibició, finançada pel Departament d'Energia dels Estats Units, estava destinada a promoure l'energia atòmica, l'artefacte usava una computadora analògica i el sistema de gràfics vectorials d'un oscil·loscopi.

### 1959: Mouse in the Maze, Tic-Tac-Toe
Entre 1959 i 1961, una col·lecció de programes gràfics interactius van ser creats per a la computadora experimental TX-0 en el MIT. Aquests incloïen el Mouse in the Maze (Ratolí en el laberint) i el Tic-Tac-Toe (Marro). Mouse in the Maze permetia als usuaris utilitzar un llapis òptic per col·locar murs en el laberint, punts que representaven bits de formatge, i (en algunes versions) gots de martini. Un ratolí virtual representat per un punt era llavors alliberat i es movia a través del laberint per trobar els objectes. Tic-Tac-Toe usava el llapis òptic per jugar un joc simple de zeros i creus contra la computadora.

### 1961: Spacewar!

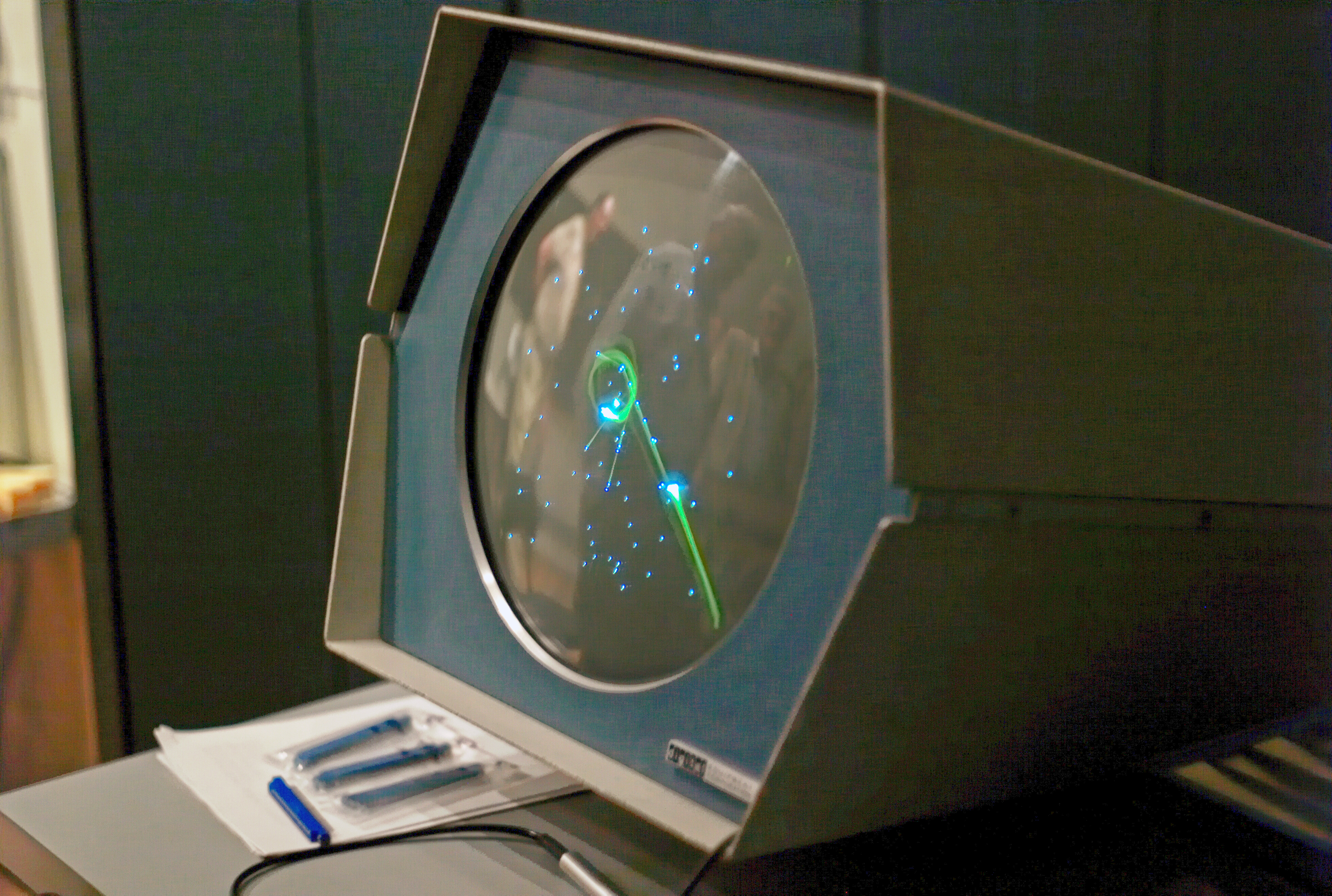
Computadora PDP-1 amb el Spacewar!.

El 1961, els estudiants del MIT Martin Graetz, Steve Russell, i Wayne Wiitanen van crear el joc Spacewar! en una minicomputadora DEC PDP-1 que també usava un sistema de gràfics vectorials. El joc, generalment considerat el primer Videojoc de trets, es va estendre a diverses de les primeres mini-instal·lacions de computadora, i pel que sembla va ser utilitzat com a prova de fum pels tècnics del DEC en els nous sistemes PDP-1 abans de l'embarqui, ja que era l'únic programa disponible que exercia cada aspecte del maquinari. Russell ha estat citat dient que l'aspecte del joc amb el qual estava encantat va ser el nombre de programadors que es van inspirar en ell per escriure els seus propis jocs.

### 1966: Odyssey

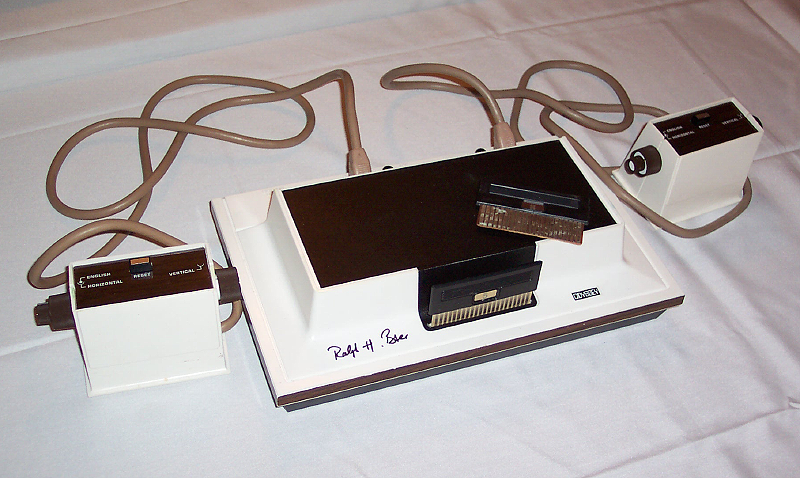
La Magnavox Odyssey llançada en 1972.

El 1966, Ralph Baer va reprendre el seu treball d'una idea inicial que havia tingut el 1951 per fer un joc interactiu en un televisor. Al maig de 1967, Baer i un associat van crear el primer joc a utilitzar una pantalla amb un scan de mapa de bits, que es reproduïa directament per mitjà de la modificació d'un senyal de video, és a dir, un joc-"video". La "Brown Box" (Caixa Marró), l'últim prototip de set, va ser llançada al maig de 1972 per Magnavox sota el nom Odyssey. Va ser la primera videoconsola per usar a casa.

### 1971: Galaxy Game
L'any 1971, Bill Pitts i Hugh Tuck van desenvolupar el primer joc de computadora que usava monedes, Galaxy Game, a la Universitat Stanford usant una computadora DEC PDP-11/20; només un va ser programat (encara que més tard l'aparell va ser adaptat per funcionar amb fins a vuit jocs alhora).

### 1971: Computer Space
Dos mesos després de la instal·lació de Galaxy Game, Computer Space per Nolan Bushnell i Ted Dabney va ser llançat, va ser el primer videojoc que utilitzava monedes en ser comercialitzat (i el primer videojoc de qualsevol tipus a ser àmpliament disponible, precedint a l'Odyssey per sis mesos). Tots dos jocs van ser variacions del joc vectorial de 1961 Spacewar!; no obstant això, Bushnell i Dabney ho van adaptar per fer servir una pantalla de vídeo real per tenir una televisió real en el gabinet.

### 1972: Pong

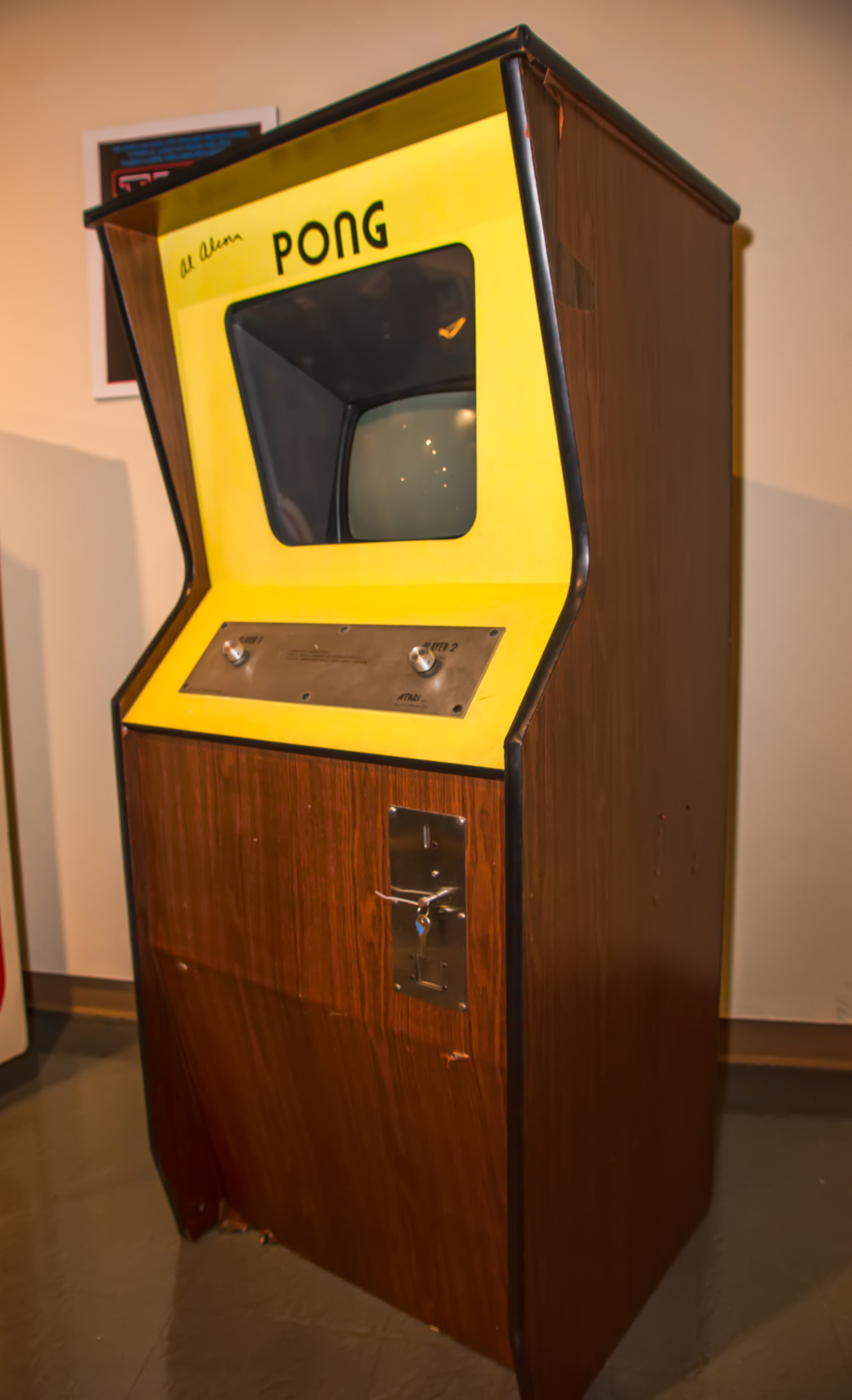
Cabina de Pong.

Pong, també creat per Bushnell i Dabney, no va ser llançat fins a 1972, un any després de Computer Space, usant també el mateix disseny per a un set de televisió que Computer Space.

## Els primers videojocs a Europa

### 1974-1975: VideoSport MK2
Venudes pel britànic Henry. És un dels primers sistemes PONG europeus i utilitzava circuits analògics. Del primer model van ser construïts menys d'un miler d'exemplars. Es tracta d'un sistema impulsat per la xarxa elèctrica i amb una composició bàsica amb una placa de dos circuits integrats i quatre portes NAND. Els jocs possibles eren el tennis, el futbol i el forat en el mur, tots amb gràfics de línies.

### 1975: Interton Video 2001
Un dels primers sistemes PONG alemany. Sistema molt avançat per a la seva època, contenia 14 fitxes CMOS que dibuixaven els objectes gràfics bàsics i produïen efectes de so. Entre els seus jocs es podien trobar Car Race i Naval Battle.

### 1975-1978: Philips Tele-Spiel
Philips va llançar el seu videojoc, model ES 2201, a la fi de 1975, es tracta d'un sistema PONG que utilitza cartutxos de joc. El sistema es compon d'una caixa blava Niça i utilitza circuits semi-analog: components discrets i set circuits integrats bàsics de tipus CMOS. Els controladors utilitzen els inusuals potenciòmetres lineals.

## Controvèrsia i demandes
Baer estava involucrat en batalles legals sobre patents que van abastar els anys entre 1970 i 1980. Aquests processos jurisdiccionals definien un joc de video com un aparell que reprodueix un joc mitjançant la manipulació d'un senyal de video d'un equip de gràfics d'escombratge (raster graphics): un televisor, un monitor, etc. Els jocs de computadora anteriors no van fer ús d'una pantalla de vídeo, així que no qualificaven així en els tribunals.